# Elizeu Zaleski dos Santos
Elizeu Zaleski dos Santos, född 12 november 1986 i Francisco Beltrão, är en brasiliansk MMA-utövare som sedan 2015 tävlar i organisationen Ultimate Fighting Championship.